# Dekanat widnowski
Dekanat widnowski – jeden z 48 dekanatów eparchii moskiewskiej obwodowej Rosyjskiego Kościoła Prawosławnego. Obejmuje cerkwie położone w rejonie lenińskim obwodu moskiewskiego. Funkcjonują w nim cztery cerkwie parafialne miejskie, czternaście cerkwi parafialnych wiejskich, dziewięć cerkwi filialnych, trzy cerkwie domowe, trzy cerkwie-baptysteria, cerkiew szpitalna i cztery kaplice.
Funkcję dziekana pełni protojerej Michaił Jegorow.

## Cerkwie w dekanacie[1]
- Cerkiew św. Aleksandra Newskiego w Widnym
- Cerkiew Narodzenia Pańskiego w Biesiedach
- Cerkiew Narodzenia Matki Bożej w Bułatnikowie
- Cerkiew Zaśnięcia Matki Bożej w Widnym
- Cerkiew św. Jerzego w Widnym

Cerkiew domowa św. Wielkiej Księżnej Elżbiety w Widnym
Cerkiew szpitalna św. Pantelejmona
- Cerkiew Wszystkich Świętych Ziemi Ruskiej w Widnym
- Cerkiew św. Mikołaja w Posiołku Wołodarskiego

Kaplica św. Tryfona
Kaplica św. Jerzego
- Cerkiew Świętych Hierarchów Moskiewskich w Gorkach Leninowskich
- Cerkiew Bogolubowskiej Ikony Matki Bożej w Dubrowskim

Cerkiew św. Mariny w Dubrowskim
- Cerkiew św. Eliasza w Dydyłdinie

Cerkiew domowa św. Wielkiej Księżnej Elżbiety w Dydyłdinie
- Cerkiew św. Mikołaja w Jermolinie

Cerkiew Ścięcia Głowy św. Jana Chrzciciela w Jermolinie
- Cerkiew Trójcy Świętej w Izmajłowie

Cerkiew Świętych Piotra i Febronii w Izmajłowie
Cerkiew Bogolubowskiej Ikony Matki Bożej w Izmajłowie
Cerkiew św. Dymitra Rostowskiego w Izmajłowie
Cerkiew Kazańskiej Ikony Matki Bożej w Imajłowie
Cerkiew domowa Tichwińskiej Ikony Matki Bożej w Izmajłowie
Cerkiew-baptysterium św. Miachała Archanioła
Kaplica św. Sergiusza z Radoneża
- Cerkiew św. Jerzego w Mamonowie
- Cerkiew Kazańskiej Ikony Matki Bożej w Mołokowie

Cerkiew św. Andrzeja w Mołokowie
Cerkiew św. Dymitra Sołuńskiego w Mołokowie
Cerkiew-baptysterium Świętych Męczenników Aleksego i Bazylego
- Cerkiew św. Aleksandra Newskiego w Pietrowskim

Kaplica św. Aleksandra Newskiego
- Cerkiew św. Józefa Wołockiego w Razwiłce

Cerkiew św. Ksenii Petersburskiej w Razwiłce
- Cerkiew Przemienienia Pańskiego w Sowchozie im. Lenina
- Cerkiew Narodzenia Matki Bożej w Taryczewie

Cerkiew-baptysterium św. Mikołaja